# Deutsche Versuchs- und Prüfanstalt für Jagd- und Sportwaffen

Vereinslogo

Ehemaliges Logo

Die Deutsche Versuchs- und Prüf-Anstalt für Jagd- und Sportwaffen e. V. (meist DEVA benannt) ist ein Verein, dessen Kernzweck die unabhängige Beratung und Prüfung für Schusswaffen und Munition und den Betrieb eines entsprechenden Instituts vorsieht.

## Verwendung des Organisationsnamens
Als Organisationsname wird im Fachjargon nahezu ausschließlich die Kurzform DEVA ggf. mit den Ortserweiterungen Berlin oder Altenbeken genutzt.

## Geschichte
In den 1880er Jahren vollzog sich der Wandel von Schwarz- zu Nitropulver-Treibladungen auch im zivilen Bereich. Die Handhabung und Herstellung von Waffen und Munition stellte sich als kompliziert und wenig erforscht heraus. Daher wuchs in der Jägerschaft der Wunsch nach einer unabhängigen Beratungs- und Prüfstelle für Jagdwaffen.
Im Jahr 1888 wurde der Verein mit dem Namen Deutsche Versuchs-Anstalt für Handfeuerwaffen gegründet. Zu den Aufgaben gehörten u. a. die Normierung von Treibladungen und die Schaffung der Grundlage für das Beschussgesetz. Erster Präsident des Vereins wurde im Jahr 1893 „Seine Durchlaucht der Herzog von Ratibor“ (der im gleichen Jahr verstarb).
1921 führte die DEVA den Kleinkaliber-Schießsport ein und war an der Gründung des Vereins Kleinkaliberschützen Berlin als erstem Sportverein im Kleinkaliberschießen in Deutschland beteiligt. In den 1930er Jahren umfasste das Aufgabengebiet bereits den gesamten technischen Bereich des jagdlichen und sportlichen Schießwesens.
Nach dem Zweiten Weltkrieg wurde die DEVA als Organisation des NS-Regimes verboten und das Gelände in Berlin-Wannsee dauerhaft beschlagnahmt.
Im Jahr 1953 wurde in Düsseldorf das Deutsche Institut für Jagdliches und Sportliches Schießen e. V. gegründet, das im Jahr 1970 mit der Deutschen Versuchsanstalt für Handfeuerwaffen zur Deutsche Versuchs- und Prüfanstalt für Jagd- und Sportwaffen e. V. zusammengefasst wurde.

## Aufgaben
- Forschung und Entwicklung
- Prüfung und Begutachtung von Jagd- und Sportwaffen, Zielvorrichtungen und Munition
- Begutachtung von Schießständen
- Information für Jäger und Sportschützen
- Gutachten bei Gewehrbeschädigungen durch Schuss- und bei Schießunfällen

## Einrichtungen

### Schießstand Berlin-Halensee
Den ersten Schießstand erhielt die DEVA durch Vermittlung von Kaiser Wilhelm I. in Berlin-Halensee auf einem Gelände der Reichsbahn. Neben dem Schießstand erhielt sie auch ein Gebäude für die technischen Einrichtungen.
1927 musste das Gelände wegen Eigenbedarfs an die Reichsbahn zurückgegeben werden.

### Schießstand Berlin-Wannsee
Als Ersatz für das Grundstück in Halensee stellte die Stadt Berlin der DEVA ein sieben Hektar großes Gelände in Wannsee zur Verfügung, auf dem 1928 ein großes Gebäude für die Verwaltung und Technik errichtet. Dazu gehörten diverse Schießbahnen bis zu 300 m und ein Wurftaubenstand. (52° 24′ 56,5″ N, 13° 10′ 31,5″ O)
Das Gelände wurde so gut ausgebaut, dass bei den Olympischen Sommerspielen 1936 die Schießwettbewerbe dort ausgetragen wurden.
Nach dem Zweiten Weltkrieg waren die Gebäude zum größten Teil zerstört. Das Gelände, das sich nun im Amerikanischen Sektor der Stadt befand, wurde von der US-Militärregierung beschlagnahmt. Die Berlin Brigade des US-Militär nutzte das Gelände fortan unter dem Namen Rose Range. Neben dem US-Militär nutzte auch die Berliner Polizei die Schießstände. Der amerikanische Rod&Gun Club nutzte das Gelände an den Wochenenden.
Nach dem Abzug der Alliierten im Jahr 1994 wurde das Gelände an die Bundesrepublik rückübertragen und wird seitdem wieder von der DEVA genutzt.

### Schießstand Düsseldorf
Von 1953 bis 1970 nutzte das Deutsche Institut für Jagdliches und Sportliches Schießen e. V. den Schießstand in Düsseldorf-Gerresheim. Dieser musste wegen Lärmbelästigung 1970 geschlossen werden.

### Schießstand Buke
Nach der Schließung des Düsseldorfer Schießstands wurde das Institut auf den Schießstand des Landesjagdverband NRW in der Nähe der kleinen Ortschaft Buke bei Paderborn umgesiedelt. Dort befindet sich die Zweigstelle der DEVA bis heute.(Lage)